# Ліналоол
Ліналоо́л (3,7-диметил-1,6-октадіен-3-ол) — спирт, що належить до терпеноїдів. Найчастіше використовується у парфумерії та косметичній галузі.

## Загальна інформація

(S)-(+)-ліналоол and (R)-(–)-ліналоол

Ліналоол — безбарвна речовина, спирт класу терпеноїдів, що має аромат конвалії. Легко розчиняється у жирах, ефірних оліях, етанолі та пропіленгліколі, що робить його дуже зручним для введення до складу косметики. Майже не розчинний у воді та гліцерині. Має виражену заспокійливу дію на нервову та серцево-судинну системи, а також бактерицидні властивості.
Ліналоол складається з двох енантіомерів: (R)-(-)-ліналоола (лікареола) та (S)-(+)-ліналоола (коріандрола). Рацематна суміш (±)—-Ліналоол має назву мірценол.
Під дією органічних кислот ліналоол легко перетворюється у гераніол, а під дією сірчаної кислоти — у суміш терпінеолів. Окиснення ліналоолу призводить до отримання цитралю. Окиснення найчастіше відбувається через порушення умов зберігання засобу — недотримання температурного режиму, потрапляння на засіб прямих сонячних променів, після завершення терміну придатності тощо.

## Способи отримання
Ліналоол міститься у ефірних оліях деяких рослин: лаванди, імбиру, лимона, часнику, базиліка, апельсина, в олії манго та олії з виноградних кісточок. З рослинних ароматичних олій ліналоол отримують шляхом гідрування — на виході утворюється безбарвна або світло-жовта рідина. В залежності від рослини, з якої отримано ліналоол, ця рідина може мати аромат, що нагадує конвалії, шавлію, базилік, коріандр, лаванду чи бергамот. (-)-ліналоол (лікареол) отримують зазвичай з олії мускатної шавлії, а (+)-ліналоол (коріандрол) — з коріандру.
Окрім того, ліналоол отримують синтетичним шляхом, здійснюючи хімічну реакцію за участю хлороводню та мірцену. Шляхом подальших хімічних реакцій з ліналоолу отримують складні етери з різноманітними ароматами.

## Використання
Ліналоол широко використовується в косметичній та парфумерній галузях. Близько 80 % віддушок, що використовуються у сучасній парфумерії та косметиці, містять цю речовину. На вимогу міжнародної асоціації International Fragrance Association (IFRA), вміст ліналоолу в парфумерії та косметиці, що не змивається зі шкіри — не більше 0,001 %, а у косметиці, що змивається зі шкіри — до 0,01 %.
Косметику з вмістом ліналоолу зберігають у флаконах, що щільно закручуються, у сухому прохолодному місці, подалі від відкритого вогню та прямих сонячних променів.

## Вплив на організм людини

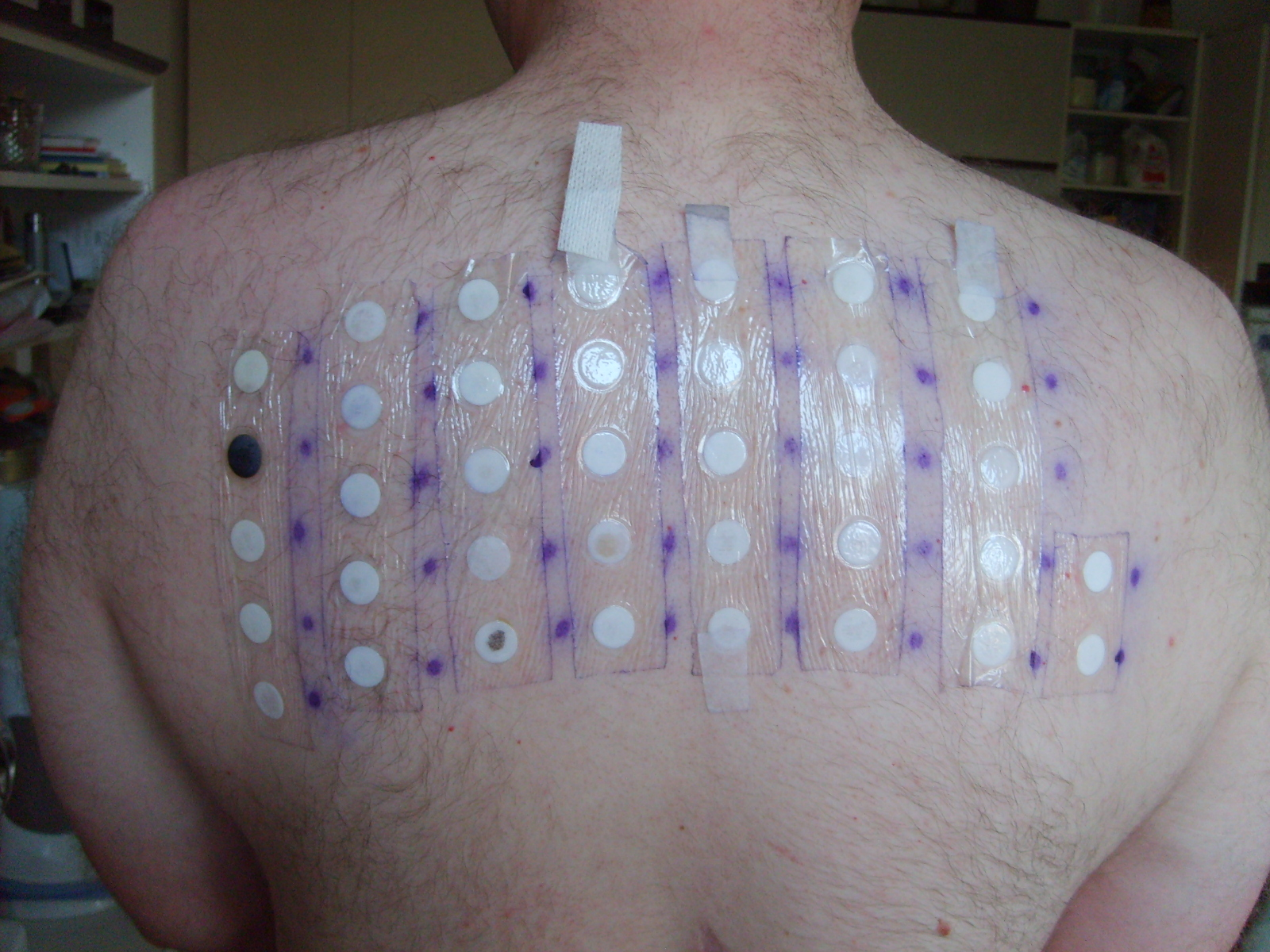
Проведення патч-тесту

У 2009 році шведська науковиця Йоганна Крістенссон з Гетеборзького університету опублікувала результати досліджень, згідно з якими оксиди ліналоолу, що утворювалися внаслідок контакту з повітрям, викликали алергічні реакції у 5—7 % людей, що погодилися на проведення патч-тестів із застосуванням засобів побутової хімії з вмістом ліналоолу. Хоча сам ліналоол, на відміну від його оксидів, вважається умовно безпечним, засоби з вмістом цієї речовини не рекомендують використовувати людям з підвищеною чутливістю шкіри, при хронічних хворобах печінки, із захворюванням на бронхіальну астму та вагітним. Фахівці вважають, що ліналоол посідає третє місце за кількістю уражених алергією людей після нікелю та кобальту, при тому що токсичність ліналоолу втричі нижча за токсичність етилового спирту.
Теоретично тривалий контакт з ліналоолом може призвести до алергії, екземи, псоріазу, подразнення слизової оболонки очей, депресії, порушення м'язової координації, порушень у роботі нервової системи, раку молочної залози та органів репродуктивної системи.
Учені відзначають, що з кожним роком кількість людей, у яких ліналоол викликає алергію, постійно збільшується, оскільки зростає загальна кількість алергіків у світі, а застосування ліналоолу та контакт людей з ним стає все частішим. Незважаючи на це, американська організація The Food and Drug Administration (FDA) включила ліналоол як ароматизатор до списку безпечних речовин.